# Stronnictwo Niezawisłości Narodowej (1917–1918)

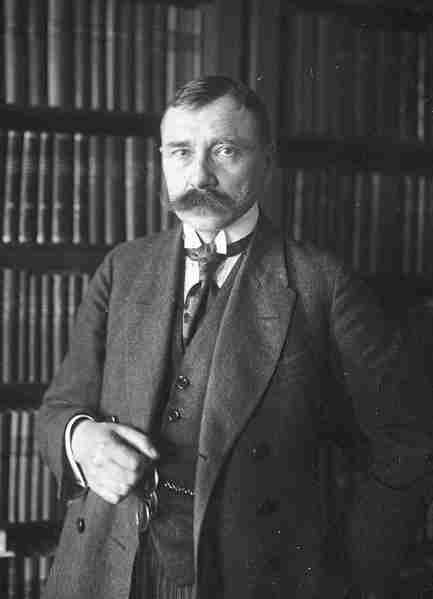
Artur Śliwiński, działacz SNN, późniejszy premier Polski

Stronnictwo Niezawisłości Narodowej (SNN; do 2 listopada 1917 Partia Niezawisłości Narodowej) – ugrupowanie lewicy niepodległościowej, polska centrolewicowa partia polityczna w Królestwie Polskim w latach 1917–1918.  
Powstało w marcu 1917 z przekształenia Związku Patriotów, inteligenckiego ugrupowania utworzonego przez byłych działaczy Polskiej Partii Socjalistycznej. Wchodziło w skład Komisji Porozumiewawczej Stronnictw Demokratycznych i Konwentu Organizacji A. Współpracowało z Polską Organizacją Wojskową. Grupowało głównie inteligencję miejską. SNN uważała, że Polska odrodzi się jako „republika ludowa”, w której „podwaliną politycznego ustroju” będą „urządzenia, godzące nieskrępowany rozwój jednostki z rozwojem i dobrem całego społeczeństwa” Kluczową rolę w odbudowanym państwie polskim miał odgrywać jednoizbowy sejm, będący „wyrazem zbiorowej woli narodu” W programie partii uwzględniano kwestie społeczno-gospodarcze. Postulowano w nim „upaństwowienie kopalń, salin i komunikacji” oraz właściwej organizacji „produkcji, handlu i kredytu”. Była w nim mowa o „uspołecznieniu” tych ostatnich dziedzin, przy czym z góry zastrzegano, że może być ono urzeczywistnione w rozmaitych formach, tak poprzez „municypalizację (ugminnienie)”, jak i „szeroki rodzaj spółdzielczości” lub też „publiczną kontrolę nad przedsiębiorczością prywatną”. 
Głównymi działaczami SNN byli: Jan Cynarski, Bolesław Czarkowski, Gustaw Daniłowski, Medard Downarowicz, Piotr Górecki (w połowie 1917 powrócił do PPS) Tadeusz Hołówko, Wacław Sieroszewski, Artur Śliwiński, Stanisław Thugutt (w 1917 przeszedł do PSL „Wyzwolenie”). Organami prasowymi ugrupowania były pisma „Nowa Gazeta”, „Widnokrąg”, oraz „Dziennik Lubelski”. W grudniu 1918 w skład stronnictwa weszła galicyjska Liga Niezawisłości Polski.
W 1918 jego członkowie weszli do Tymczasowego Rządu Ludowego Republiki Polskiej (Wacław Sieroszewski ministrem informacji i propagandy, Medard Downarowicz ministrem skarbu państwa), a następnie rządu Jędrzeja Moraczewskiego (Medard Downarowicz ministrem ochrony kultury i sztuk pięknych). 